# Voljčince
Voljčince (en serbe cyrillique : Вољчинце) est un village de Serbie situé dans la municipalité de Žitorađa, district de Toplica. Au recensement de 2011, il comptait 830 habitants.
Voljčince est situé sur les bords de la Toplica.

## Démographie
| 1948 | 1953 | 1961  | 1971 | 1981 | 1991 | 2002 | 2011 |
| ---- | ---- | ----- | ---- | ---- | ---- | ---- | ---- |
| 969  | 996  | 1 029 | 975  | 959  | 993  | 937  | 830  |

|  |